# 莫代盧鄉
44°12′N 27°23′E / 44.200°N 27.383°E
莫代盧鄉（羅馬尼亞語：Comuna Modelu, Călărași），是羅馬尼亞的鄉份，位於該國南部，由克勒拉希縣負責管轄，面積112平方公里，海拔高度20米，2007年人口9,745，人口密度每平方公里87人。